# Astronomy Now
Astronomy Now é uma revista mensal britânica sobre astronomia e espaço. Possui uma variedade de artigos que vão desde como observar o céu noturno às últimas descobertas no Sistema Solar e no espaço profundo. A primeira edição da Astronomy Now foi publicada em abril de 1987, inicialmente como uma publicação trimestral, mas logo tornou-se mensal.

## História
O primeiro editor da Astronomy Now foi Patrick Moore, que co-fundou a revista com o publicador original da revista, Angelo Zgorelec, juntamente com o Dr. John Mason, Dr. Peter Cattermole, Dr. Ron Maddison, Iain Nicolson e o editor de arte Paul Doherty. Editores subsequentes incluíram Martin Beech, Timothy Lyster, Fiona Gammie, Steven Young, Pam Spence, Paul Parsons e Stuart Clark. O atual editor é Keith Cooper e o editor assistente e editor de site é a Dra. Emily Baldwin.

## Seções regulares
Cada edição contém uma série de seções regulares que formam a estrutura da revista. Estes incluem:
- News Update, que revê as notícias astronômicas mais importantes sobre o último mês;
- The Night Sky (O Céu Noturno) - traz detalhes de como encontrar os planetas, além de pequenos jogos e desafios sobre o céu profundo, a estrela binária do mês, o Moonwatch (observação da Lua), uma seção para os observadores do hemisfério sul, e um 'tour celeste', com cartas celestes e gráficos. Em 2007, a seção Light Pollution Corner foi adicionada, detalhando os avanços na luta contra a poluição luminosa.
- Absolute Beginners (Iniciantes absolutos)  - guia de duas páginas para os iniciantes em astronomia.
- In the Shops (nas lojas) seção onde os telescópios, binóculos, montagens, oculares e todos os outros tipos de artefatos astronômicos são avaliados por revisores regulares. Há também uma seção de comentários sobre livros, incluindo uma entrevista com algum autor de livro.
- Picture Gallery (galeria de fotos) - fotos astronômicoas submetidas por leitores da revista, com comentários sobre a "imagem do mês". Há também uma seção regular apresentando o trabalho dos Telescópios Faulkes.
- Society News (notícias das sociedades) - notícias e informações sobre as sociedades astronômicas no Reino Unido, além do "Astrolistings" - uma extensa agenda de eventos futuros e palestras realizadas por sociedades em todo o Reino Unido.
- Tech talk - guia para superar problemas técnicos mais comuns para o astrônomo amador.
- Ask Alan (pergunte a Alan) é a parte da revista onde os leitores têm suas perguntas sobre astronomia respondidas pelo Dr. Alan Longstaff, (um tutor no Observatório Real de Greenwich).[1]

## Artigos destacados
Os artigos da revista são destinados a astrônomos amadores, também sendo de interesse geral para astrônomos profissionais. Exemplos de artigos publicados nos últimos dois anos incluem uma profunda análise de missões, como o Lunar Reconnaissance Orbiter e o Satélite de Detecção e Observação de Crateras Lunares, assim como os sobrevôos da MESSENGER em Mercúrio, a sonda espacial Planck, o Observatório Espacial Herschel, o Telescópio Espacial Hubble, entre outros, Traz artigos sobre as mais recentes teorias da cosmologia e formação de galáxias, estrelas, planetas e satélites, além de trazer informações sobre telescópios e as últimas tecnologias de observação celeste.

## Foco
Além dos cinco ou seis artigos de fundo em cada edição que estão juntas com as seções regulares, cada edição contém uma seção de "Foco" para fornecer um olhar profundo em uma área determinada. Temas "foco" recentes incluíram a vida das estrelas, os gigantes gasosos, a busca por inteligência extraterrestre, emanações do Sol, a astronomia de raios gama e mapas do Universo.

## Edições especiais
Além das doze edições mensais da Astronomy Now por ano, há também edições ocasionais especiais. Um anuário também é publicado em meados de cada ano.
- The Grand Tour of the Universe (O Grand Tour do Universo)

Escrito por Keith Cooper, esta é uma jornada de 100 páginas sobre o planeta Terra, passando pelos outros planetas do Sistema Solar e para o espaço profundo, para as mais distantes profundezas do Universo. Ilustrado com imagens coloridas do Telescópio Espacial Hubble, do Telescópio Espacial Spitzer, dos robôs em Marte, da Cassini-Huygens, das sondas Voyager e muitas outras missões espaciais. É uma introdução ao Universo, com informações detalhadas sobre cada planeta, a Lua, estrelas, nebulosas e galáxias. O Grand Tour foi lançado em meados de 2006.
- Infinity Rising (Infinito Nascente)

É uma coleção de imagens do céu noturno e um guia de astrofotografia, lançado ao final de 2005.
- Exploring Mars (Explorando Marte)

Escrito por Neil English para coincidir com o pouso bem-sucedido no planeta vermelho pelos robôs Spirit e Opportunity em 2004, incluindo as suas primeiras imagens.
- The 3-D Universe (O Universo em 3-D)

O Universo em 3-D destaca mais de 155 imagens notáveis em 3-D do Universo.
- Anuários

É um anuário de 132 páginas editada pelo editor da Astronomy Now e escrito por muitos dos colaboradores regulares da revista. Inclui um guia completo de observação celeste para o ano inteiro, além de uma variedade de entrevistas e artigos sobre diversos aspectos da astronomia.